# Jana Gýrová
Jana Gýrová (* 17. února 1942 Zlín) je česká herečka.

## Život
Vystudovala DAMU (1964), a to i přes těžké onemocnění. Po studiích nastoupila do Divadla J. Průchy v Kladně. Zde působila celou svou hereckou kariéru a zůstala věrná i po odchodu do důchodu a nadále zde hostuje. Vytvořila desítky rolí v celém repertoáru divadla od klasiky až po modernu.
Jana Gýrová je vdaná, jejím manželem je filmový režisér Václav Matějka (* 1937).

## Dílo

### Televize
- 1975 Šachy (TV cyklus Bakaláři)
- 1976 Písničky z obrazovky (TV cyklus) - role: moderátorka
- 1977 Zapomětlivost (TV cyklus Bakaláři)

#### Televizní seriály
- 1968 Sňatky z rozumu – (4., 5. díl)
- 1970 Lidé na křižovatce
- 1976 30 případů majora Zemana – (20. díl: Modrá světla)
- 1982 Sůl země
- 1986 Malý pitaval z velkého města – (11. díl: Autorka detektivních povídek)
- 1986 Zlá krev – (1., 2., 5. díl)
- 1989 Případy podporučíka Haniky – (5. díl: Ukradený ženich)
- 1991 Území bílých králů – (5. díl: Výlet)
- 1993 Dobrodružství kriminalistiky – (22. díl: Hon na rozhlasových vlnách)
- 2007 Hraběnky – (4. díl: V mezích zákona)
- 2014 Případy 1. oddělení – role: babi Ettlová (4. díl)

### Film
- 1962 Neklidnou hladinou: Alena
- 1962 Horoucí srdce: Žofie Rottová, Johančina sestra
- 1965 Zločin v dívčí škole, povídka Smrt na jehle: Jiřina
- 1982 Smrt talentovaného ševce (dle stejnojmenného románu Václava Erbena): manželka kastelána
- 2012 Svatá čtveřice

### Divadlo
- 1970 Višňový sad (TV záznam)